# Cuore di spia
Cuore di spia è un film del 1953 diretto da Renato Borraccetti.

## Trama
Mario, giovane pescatore, è fidanzato con una giovane del luogo, ma si lascia sedurre da una spia dell'Europa dell'Est che, per ingraziarselo, aiuta suo fratello Gianni, cieco dalla nascita, a trovare lavoro come cantante alla radio. Gianni, con le sue canzoni, conquista l'interesse di molte donne fra cui una sartina che si innamora di lui senza conoscerlo.
Mario, preso dalla relazione con Milena, si allontana sempre più dalla fidanzata, ma un giorno viene a sapere da Gianni che la fidanzata aspetta un bambino. Tra Mario e Milena scoppia un litigio e, nel mezzo di un litigio fra i due, arriva un emissario slavo che spara al giovane e costringe Milena a fuggire con lui. Mario, ferito e sanguinante, desta una forte scossa emotiva nel fratello che, per lo spavento, riacquista la vista. Mario si riavvicina alla fidanzata, mentre Gianni troverà l'amore con la sartina.

## Produzione
Il film è ascrivibile al filone dei melodrammi sentimentali, comunemente detto strappalacrime, molto in voga tra il pubblico italiano in quegli anni, sebbene malvisto dalla critica cinematografica dell'epoca; solo a partire dagli anni settanta tale tipologia di film avrà una generale rivalutazione in positivo da parte di quest'ultima, che conierà il termine neorealismo d'appendice per riferirvici.